# 羊陟
羊陟（？—？），字嗣祖，太山郡梁父縣（今山东省新泰市）人。東漢八顧之一。

## 生平
羊氏在太山郡是著名的世家大族。羊陟年輕時清廉正直有學問，被舉薦爲孝廉，徵召入太尉李固府，因考績優等，升任爲侍禦史。李固被誅殺後，因爲羊陟是李固故吏被禁官多年。後又再因考績優等，升任冀州刺史。羊陟上奏處理貪汙腐敗之事，所到之處，都沒有貪贓枉法的事情。後再升虎賁中郎將、城門校尉，三升尚書令。太尉張顥、司徒樊陵、大鴻臚郭防、太僕曹陵、大司農馮方都與宦官聯姻，公開賄賂，羊陟一一奏請罷免他們，但沒有被採納。前太尉劉寵、司隸校尉許冰、幽州刺史楊熙、涼州刺史劉恭、益州刺史龐艾任內清廉，羊陟舉薦提拔他們，漢靈帝嘉獎他，並任命羊陟為河南尹。按日收受俸金，羊陟經常吃乾飯野菜，壓制豪強，京師為官的人都懼怕他。
光和元年（公元178年），趙壹拜訪時任河南尹的羊陟，趙壹認爲羊陟足以托名，天天去羊陟家敲門，羊陟勉強讓他進門，但是還沒起床，趙壹走到床前，說：「我敬佩羊陟先生高風亮節已許久，今天終於能見一面，卻忽然逝世，這是命運呀！」於是放聲大哭，門下的人大驚，紛紛湧入羊陟的房間。羊陟知道趙壹是非常之人，於是起床，與他暢談，讚譽有加。對他說：「您暫時出去吧！」第二天一早，羊陟回訪趙壹，羊陟在趙壹的柴車前席地而坐，左右的沒有不感到訝異的。羊陟與趙壹相談甚歡，直到夕陽下山，羊陟握着趙壹的手說：「未經剖取的美玉不剖，必有像卞和泣血之事發揚的啊！」後來羊陟與袁滂共同薦舉趙壹。趙壹因此名動京師。
羊陟遭遇黨錮之禍，被禁官，在家裡去世。
郭泰、宗慈、巴肅、夏馥、范滂、尹勳、蔡衍、羊陟人稱“八顧”。顧，是指能以自身的道德品行爲受人擁護。

## 其他
羊陟与蔡邕的叔叔卫尉卿蔡质有姻亲关系。

## 延伸阅读
[在维基数据编辑]
 《後漢書/卷67》，出自范晔《後漢書》